# 塞比什
塞比什是羅馬尼亞的城鎮，位於該國西部，距離首府阿拉德82公里，由阿拉德縣負責管轄，面積65.94平方公里，海拔高度139米，2009年人口6,355，大多數居民信奉東正教。

## 外部連結
- Site dedicated to the city